# General Gogol
Generaal Anatol Alexis Gogol is een personage in verschillende James Bondfilms. Hij is het hoofd van de Russische geheime dienst.
Anatol Alexis Gogol is voor het eerst te zien in de Bondfilm The Spy Who Loved Me uit 1977, wanneer hij telefoon krijgt dat een Russische onderzeeër is verdwenen en zet agent Triple X aan het werk. In de film duikt hij later samen met M. op om de krachten te bundelen en we zien hem in de eindscène.
Verder is hij te zien in Moonraker (1979) en in het slot van For Your Eyes Only (1981) waar hij het decodeerapparaat van Bond wil krijgen maar die gooit het kapot tegen de rotsen. Ook in Octopussy (1983) en A View to a Kill (1985) duikt Gogol op. In de eerst genoemde film kruist hij de degens met generaal Orlov in de laatste film zien we hem Max Zorin tot de orde roepen, maar dat lukt niet meer.
Gogol is voor het laatst te zien in The Living Daylights (1987) wanneer hij aan het slot opduikt om een concert van de nieuwe bondgirl bij te wonen. Overigens wordt hij daar niet meer aangekondigd als het hoofd van de geheime dienst, maar als hoofd van immigratie.
De rol van Gogol werd in alle films gespeeld door de Duitser Walter Gotell. Het was de bedoeling dat hij een grote rol zou spelen in de film The Living Daylights, maar zijn zwakke gezondheid stond dat niet toe. In plaats daarvan werd de rol van generaal Pushkin gecreëerd.
In de film From Russia with Love waarin hij debuteerde speelde hij overigens niet de rol van Gogol maar van Morzeny, het hoofd het van het opleidingscentrum van SPECTRE. We zien hem bijvoorbeeld in de openingsscène van de film wanneer Grant een James Bonddubbelganger vermoordt. Hij is in die rol dus juist vijandelijk tegenover MI6.